# Handebol nos Jogos Olímpicos de Verão de 2016 - Feminino
O torneio feminino de handebol nos Jogos Olímpicos de Verão de 2016 ocorreu entre 6 de agosto e 20 de agosto. Tanto a fase de grupos quanto a fase final foram disputadas na Arena do Futuro no Parque Olimpico da Barra no Rio de Janeiro, Brasil.
As doze equipes classificadas foram divididas igualmente em dois grupos de seis. Cada equipe jogou com todas as outras do grupo. As quatro melhores seleções de cada grupo passaram a fase eliminatória, iniciando das quartas de final e depois semifinal e final.

## Medalhistas
A Rússia, invicta, superou a França na final por uma curta margem sendo ouro, enquanto a Noruega levou a melhor sobre os Países Baixos para conquistar o bronze.
|  | RUS Rússia |  | FRA França |  | NOR Noruega |
|  | Anna Sedoykina Polina Kuznetsova Daria Dmitrieva Anna Sen Olga Akopian Anna Vyakhireva Marina Sudakova Vladlena Bobrovnikova Victoria Zhilinskayte Yekaterina Marennikova Irina Bliznova Ekaterina Ilina Maya Petrova Tatyana Yerokhina Victoriya Kalinina |  | Laura Glauser Blandine Dancette Camille Ayglon Allison Pineau Laurisa Landre Grâce Zaadi Marie Prouvensier Amandine Leynaud Manon Houette Siraba Dembélé Chloé Bulleux Béatrice Edwige Estelle Nze Minko Gnonsiane Niombla Alexandra Lacrabère |  | Kari Aalvik Grimsbø Mari Molid Emilie Hegh Arntzen Ida Alstad Veronica Kristiansen Heidi Løke Nora Mørk Stine Bredal Oftedal Marit Malm Frafjord Katrine Lunde Linn-Kristin Riegelhuth Koren Amanda Kurtović Camilla Herrem Sanna Solberg |

## Qualificação
Doze equipes foram qualificadas para o torneio feminino de handebol de 2016.
| Torneio                           | Data                     | Sede      | Vagas | Classificados          |
| --------------------------------- | ------------------------ | --------- | ----- | ---------------------- |
| País-sede                         | –                        | –         | 1     | Brasil                 |
| Campeonato Mundial de 2015        | 2–18 de dezembro de 2011 | Dinamarca | 1     | Noruega                |
| Campeonato Europeu de 2014        | 7–19 de dezembro de 2010 | –         | 1     | Espanha                |
| Jogos Pan-Americanos de 2015      | 16–25 de julho de 2015   | Canadá    | 1     | Argentina              |
| Copa das Nações Africanas de 2015 | 20–25 de outubro de 2015 | Angola    | 1     | Angola                 |
| Torneio Pré-Olímpico Asiático     | 20–25 de outubro de 2015 | Japão     | 1     | Coreia do Sul          |
| Torneio Pré-Olímpico Mundial I    | 18–20 de abril de 2016   | França    | 2     | Países Baixos · França |
| Torneio Pré-Olímpico Mundial II   | 18–20 de abril de 2016   | Dinamarca | 2     | Romênia · Montenegro   |
| Torneio Pré-Olímpico Mundial III  | 18–20 de abril de 2016   | Rússia    | 2     | Rússia · Suécia        |
| Total                             |                          |           | 12    |                        |

## Fase de grupos
Na fase de grupos, as seleções foram divididas em dois agrupamentos de seis equipas cada, com as quatro primeiras apuradas às quartas de final.
Todos as partidas seguem o horário local (UTC-3).

### Grupo A
|  | Equipes classificadas para a fase seguinte |

| Pos | Equipe     | Pts | J | V | E | D | GP  | GC  | SG  |
| --- | ---------- | --- | - | - | - | - | --- | --- | --- |
| 1   | Brasil     | 8   | 5 | 4 | 0 | 1 | 138 | 117 | +21 |
| 2   | Noruega    | 8   | 5 | 4 | 0 | 1 | 141 | 121 | +20 |
| 3   | Espanha    | 6   | 5 | 3 | 0 | 2 | 125 | 116 | +9  |
| 4   | Angola     | 4   | 5 | 2 | 0 | 3 | 116 | 128 | −12 |
| 5   | Romênia    | 4   | 5 | 2 | 0 | 3 | 108 | 119 | −11 |
| 6   | Montenegro | 0   | 5 | 0 | 0 | 5 | 107 | 134 | −27 |

Ordenamento da classificação: 1) Pontos; 2) Pontos no confronto directo; 3) Diferença de golos no confronto directo; 4) Golos marcados no confronto directo; 5) Diferença de golos; 6) Golos marcados; 7) Sorteio.

| 6 de agosto 09:30 | Noruega | 28–31     | Brasil       | Arena do Futuro, Rio de Janeiro Árbitros: Horáček, Novotný |
| 6 de agosto 09:30 | Mørk 12 | (16–17)   | Rodrigues 12 | Arena do Futuro, Rio de Janeiro Árbitros: Horáček, Novotný |
| 6 de agosto 09:30 | 2×      | Relatório | 8× 2× 1×     | Arena do Futuro, Rio de Janeiro Árbitros: Horáček, Novotný |

| 6 de agosto 16:40 | Montenegro     | 19–25     | Espanha                         | Arena do Futuro, Rio de Janeiro Árbitros: Bonaventura, Bonaventura |
| 6 de agosto 16:40 | K. Bulatović 5 | (10–14)   | Alberto, Pinedo, Pena, Cabral 4 | Arena do Futuro, Rio de Janeiro Árbitros: Bonaventura, Bonaventura |
| 6 de agosto 16:40 | 4× 2×          | Relatório | 1× 3×                           | Arena do Futuro, Rio de Janeiro Árbitros: Bonaventura, Bonaventura |

| 6 de agosto 19:50 | Romênia | 19–23     | Angola   | Arena do Futuro, Rio de Janeiro Árbitros: Koo, Lee |
| 6 de agosto 19:50 | Neagu 8 | (9–11)    | Guialo 5 | Arena do Futuro, Rio de Janeiro Árbitros: Koo, Lee |
| 6 de agosto 19:50 | 2×      | Relatório | 5× 3×    | Arena do Futuro, Rio de Janeiro Árbitros: Koo, Lee |

| 8 de agosto 14:40 | Espanha  | 24–27     | Noruega       | Arena do Futuro, Rio de Janeiro Árbitros: Geipel, Helbig |
| 8 de agosto 14:40 | Cabral 5 | (10–11)   | Kristiansen 7 | Arena do Futuro, Rio de Janeiro Árbitros: Geipel, Helbig |
| 8 de agosto 14:40 | 3× 2×    | Relatório | 7× 4×         | Arena do Futuro, Rio de Janeiro Árbitros: Geipel, Helbig |

| 8 de agosto 16:40 | Brasil      | 26–13     | Romênia | Arena do Futuro, Rio de Janeiro Árbitros: Bonaventura, Bonaventura |
| 8 de agosto 16:40 | Rodrigues 8 | (14–9)    | Neagu 6 | Arena do Futuro, Rio de Janeiro Árbitros: Bonaventura, Bonaventura |
| 8 de agosto 16:40 | 2× 1×       | Relatório | 4× 2×   | Arena do Futuro, Rio de Janeiro Árbitros: Bonaventura, Bonaventura |

| 8 de agosto 21:50 | Angola   | 27–25     | Montenegro     | Arena do Futuro, Rio de Janeiro Árbitros: Alpaidze, Berezkina |
| 8 de agosto 21:50 | Guialo 7 | (12–12)   | K. Bulatović 9 | Arena do Futuro, Rio de Janeiro Árbitros: Alpaidze, Berezkina |
| 8 de agosto 21:50 | 8× 2× 1× | Relatório | 4× 2×          | Arena do Futuro, Rio de Janeiro Árbitros: Alpaidze, Berezkina |

| 10 de agosto 09:30 | Brasil  | 24–29     | Espanha | Arena do Futuro, Rio de Janeiro Árbitros: Koo, Lee |
| 10 de agosto 09:30 | Silva 7 | (12–15)   | Pena 8  | Arena do Futuro, Rio de Janeiro Árbitros: Koo, Lee |
| 10 de agosto 09:30 | 5× 3×   | Relatório | 8× 4×   | Arena do Futuro, Rio de Janeiro Árbitros: Koo, Lee |

| 10 de agosto 11:30 | Romênia  | 25–21     | Montenegro     | Arena do Futuro, Rio de Janeiro Árbitros: Rashed, El-Sayed |
| 10 de agosto 11:30 | Neagu 10 | (11–9)    | K. Bulatović 9 | Arena do Futuro, Rio de Janeiro Árbitros: Rashed, El-Sayed |
| 10 de agosto 11:30 | 4× 3×    | Relatório | 4×             | Arena do Futuro, Rio de Janeiro Árbitros: Rashed, El-Sayed |

| 10 de agosto 16:40 | Noruega | 30–20     | Angola   | Arena do Futuro, Rio de Janeiro Árbitros: Bonaventura, Bonaventura |
| 10 de agosto 16:40 | Mørk 8  | (16–9)    | Guialo 8 | Arena do Futuro, Rio de Janeiro Árbitros: Bonaventura, Bonaventura |
| 10 de agosto 16:40 | 3× 2×   | Relatório | 4× 2× 1× | Arena do Futuro, Rio de Janeiro Árbitros: Bonaventura, Bonaventura |

| 12 de agosto 09:30 | Angola     | 24–28     | Brasil      | Arena do Futuro, Rio de Janeiro Árbitros: Røen, Arntsen |
| 12 de agosto 09:30 | Bernardo 8 | (13–13)   | Rodrigues 7 | Arena do Futuro, Rio de Janeiro Árbitros: Røen, Arntsen |
| 12 de agosto 09:30 | 5× 2×      | Relatório | 4×          | Arena do Futuro, Rio de Janeiro Árbitros: Røen, Arntsen |

| 12 de agosto 14:40 | Romênia | 24–21     | Espanha                | Arena do Futuro, Rio de Janeiro Árbitros: Bonaventura, Bonaventura |
| 12 de agosto 14:40 | Neagu 9 | (13–11)   | Martín, Pena, Cabral 4 | Arena do Futuro, Rio de Janeiro Árbitros: Bonaventura, Bonaventura |
| 12 de agosto 14:40 | 2×      | Relatório | 1× 3×                  | Arena do Futuro, Rio de Janeiro Árbitros: Bonaventura, Bonaventura |

| 12 de agosto 16:40 | Montenegro | 19–28     | Noruega | Arena do Futuro, Rio de Janeiro Árbitros: Coulibaly, Diabaté |
| 12 de agosto 16:40 | Jauković 5 | (11–16)   | Mørk 6  | Arena do Futuro, Rio de Janeiro Árbitros: Coulibaly, Diabaté |
| 12 de agosto 16:40 | 5× 2×      | Relatório | 4× 3×   | Arena do Futuro, Rio de Janeiro Árbitros: Coulibaly, Diabaté |

| 14 de agosto 09:30 | Montenegro  | 23–29     | Brasil      | Arena do Futuro, Rio de Janeiro Árbitros: Mousavian, Kolahdouzan |
| 14 de agosto 09:30 | Pavićević 6 | (10–12)   | Rodrigues 6 | Arena do Futuro, Rio de Janeiro Árbitros: Mousavian, Kolahdouzan |
| 14 de agosto 09:30 | 5× 4×       | Relatório | 3×          | Arena do Futuro, Rio de Janeiro Árbitros: Mousavian, Kolahdouzan |

| 14 de agosto 16:40 | Noruega       | 28–27     | Romênia  | Arena do Futuro, Rio de Janeiro Árbitros: Alpaidze, Berezkina |
| 14 de agosto 16:40 | Kristiansen 7 | (14–13)   | Neagu 11 | Arena do Futuro, Rio de Janeiro Árbitros: Alpaidze, Berezkina |
| 14 de agosto 16:40 | 6× 3×         | Relatório | 6× 3×    | Arena do Futuro, Rio de Janeiro Árbitros: Alpaidze, Berezkina |

| 14 de agosto 19:50 | Espanha           | 26–22     | Angola   | Arena do Futuro, Rio de Janeiro Árbitros: Pinto, Menezes |
| 14 de agosto 19:50 | Martín, Cabral, 7 | (13–12)   | Guialo 6 | Arena do Futuro, Rio de Janeiro Árbitros: Pinto, Menezes |
| 14 de agosto 19:50 | 5× 4×             | Relatório | 8× 3×    | Arena do Futuro, Rio de Janeiro Árbitros: Pinto, Menezes |

### Grupo B
|  | Equipes classificadas para a fase seguinte |

| Pos | Equipe        | Pts | J | V | E | D | GP  | GC  | SG  |
| --- | ------------- | --- | - | - | - | - | --- | --- | --- |
| 1   | Rússia        | 10  | 5 | 5 | 0 | 0 | 165 | 147 | +18 |
| 2   | França        | 8   | 5 | 4 | 0 | 1 | 118 | 93  | +25 |
| 3   | Suécia        | 5   | 5 | 2 | 1 | 2 | 150 | 141 | +9  |
| 4   | Países Baixos | 4   | 5 | 1 | 2 | 2 | 135 | 135 | 0   |
| 5   | Coreia do Sul | 3   | 5 | 1 | 1 | 3 | 130 | 136 | −6  |
| 6   | Argentina     | 0   | 5 | 0 | 0 | 5 | 101 | 147 | −46 |

Ordenamento da classificação: 1) Pontos; 2) Pontos no confronto directo; 3) Diferença de golos no confronto directo; 4) Golos marcados no confronto directo; 5) Diferença de golos; 6) Golos marcados; 7) Sorteio.

| 6 de agosto 11:30 | Países Baixos                     | 14–18     | França              | Arena do Futuro, Rio de Janeiro Árbitros: Røen, Arntsen |
| 6 de agosto 11:30 | van der Heijden, Abbingh, Groot 3 | (6–10)    | Lacrabère, Pineau 5 | Arena do Futuro, Rio de Janeiro Árbitros: Røen, Arntsen |
| 6 de agosto 11:30 | 5× 3×                             | Relatório | 3×                  | Arena do Futuro, Rio de Janeiro Árbitros: Røen, Arntsen |

| 6 de agosto 14:40 | Rússia     | 30–25     | Coreia do Sul  | Arena do Futuro, Rio de Janeiro Árbitros: Santos, Fonseca |
| 6 de agosto 14:40 | Sudakova 6 | (12–13)   | Jung, Kim O. 6 | Arena do Futuro, Rio de Janeiro Árbitros: Santos, Fonseca |
| 6 de agosto 14:40 | 3×         | Relatório | 7× 4× 1×       | Arena do Futuro, Rio de Janeiro Árbitros: Santos, Fonseca |

| 6 de agosto 21:50 | Suécia   | 31–21     | Argentina | Arena do Futuro, Rio de Janeiro Árbitros: Coulibaly, Diabaté |
| 6 de agosto 21:50 | Hagman 6 | (13–9)    | Mendoza 5 | Arena do Futuro, Rio de Janeiro Árbitros: Coulibaly, Diabaté |
| 6 de agosto 21:50 | 5× 3×    | Relatório | 6× 1×     | Arena do Futuro, Rio de Janeiro Árbitros: Coulibaly, Diabaté |

| 8 de agosto 09:30 | Coreia do Sul | 28–31     | Suécia   | Arena do Futuro, Rio de Janeiro Árbitros: Røen, Arntsen |
| 8 de agosto 09:30 | Woo 7         | (15–16)   | Hagman 7 | Arena do Futuro, Rio de Janeiro Árbitros: Røen, Arntsen |
| 8 de agosto 09:30 | 3× 4×         | Relatório | 5× 4×    | Arena do Futuro, Rio de Janeiro Árbitros: Røen, Arntsen |

| 8 de agosto 11:30 | França       | 25–26     | Rússia       | Arena do Futuro, Rio de Janeiro Árbitros: Lah, Sok |
| 8 de agosto 11:30 | Lacrabère 11 | (10–15)   | Kuznetsova 6 | Arena do Futuro, Rio de Janeiro Árbitros: Lah, Sok |
| 8 de agosto 11:30 | 6× 3×        | Relatório | 4×           | Arena do Futuro, Rio de Janeiro Árbitros: Lah, Sok |

| 8 de agosto 19:50 | Argentina | 18–26     | Países Baixos | Arena do Futuro, Rio de Janeiro Árbitros: Mousavian, Kolahdouzan |
| 8 de agosto 19:50 | Mendoza 3 | (9–13)    | Polman 6      | Arena do Futuro, Rio de Janeiro Árbitros: Mousavian, Kolahdouzan |
| 8 de agosto 19:50 | 5× 3×     | Relatório | 10× 3×        | Arena do Futuro, Rio de Janeiro Árbitros: Mousavian, Kolahdouzan |

| 10 de agosto 14:40 | Rússia                    | 36–34     | Suécia     | Arena do Futuro, Rio de Janeiro Árbitros: Pinto, Menezes |
| 10 de agosto 14:40 | Dmitrieva, Bobrovnikova 6 | (15–18)   | Gulldén 11 | Arena do Futuro, Rio de Janeiro Árbitros: Pinto, Menezes |
| 10 de agosto 14:40 | 3× 4× 1×                  | Relatório | 6× 3×      | Arena do Futuro, Rio de Janeiro Árbitros: Pinto, Menezes |

| 10 de agosto 19:50 | Países Baixos  | 32–32     | Coreia do Sul | Arena do Futuro, Rio de Janeiro Árbitros: Lopéz, Ramírez |
| 10 de agosto 19:50 | Broch, Groot 8 | (18–17)   | Gwon 11       | Arena do Futuro, Rio de Janeiro Árbitros: Lopéz, Ramírez |
| 10 de agosto 19:50 | 5× 3×          | Relatório | 3× 4×         | Arena do Futuro, Rio de Janeiro Árbitros: Lopéz, Ramírez |

| 10 de agosto 21:50 | França    | 27–11     | Argentina  | Arena do Futuro, Rio de Janeiro Árbitros: Alpaidze, Berezkina |
| 10 de agosto 21:50 | Houette 8 | (15–4)    | Campigli 4 | Arena do Futuro, Rio de Janeiro Árbitros: Alpaidze, Berezkina |
| 10 de agosto 21:50 | 4× 3×     | Relatório | 7× 2×      | Arena do Futuro, Rio de Janeiro Árbitros: Alpaidze, Berezkina |

| 12 de agosto 11:30 | Suécia    | 29–29     | Países Baixos | Arena do Futuro, Rio de Janeiro Árbitros: Alpaidze, Berezkina |
| 12 de agosto 11:30 | Hagman 14 | (16–13)   | Malestein 5   | Arena do Futuro, Rio de Janeiro Árbitros: Alpaidze, Berezkina |
| 12 de agosto 11:30 | 3×        | Relatório | 1× 2×         | Arena do Futuro, Rio de Janeiro Árbitros: Alpaidze, Berezkina |

| 12 de agosto 19:50 | Rússia       | 35–29     | Argentina | Arena do Futuro, Rio de Janeiro Árbitros: Mousavian, Kolahdouzan |
| 12 de agosto 19:50 | Vyakhireva 7 | (20–18)   | Pizzo 6   | Arena do Futuro, Rio de Janeiro Árbitros: Mousavian, Kolahdouzan |
| 12 de agosto 19:50 | 11× 3×       | Relatório | 7× 4×     | Arena do Futuro, Rio de Janeiro Árbitros: Mousavian, Kolahdouzan |

| 12 de agosto 21:50 | Coreia do Sul | 17–21     | França      | Arena do Futuro, Rio de Janeiro Árbitros: Hansen, Gjeding |
| 12 de agosto 21:50 | Song 5        | (11–11)   | Lacrabère 7 | Arena do Futuro, Rio de Janeiro Árbitros: Hansen, Gjeding |
| 12 de agosto 21:50 | 3× 1×         | Relatório | 6× 4×       | Arena do Futuro, Rio de Janeiro Árbitros: Hansen, Gjeding |

| 14 de agosto 11:30 | Suécia    | 25–27     | França      | Arena do Futuro, Rio de Janeiro Árbitros: Røen, Arntsen |
| 14 de agosto 11:30 | Roberts 8 | (13–15)   | Lacrabère 8 | Arena do Futuro, Rio de Janeiro Árbitros: Røen, Arntsen |
| 14 de agosto 11:30 | 2×        | Relatório | 1× 4×       | Arena do Futuro, Rio de Janeiro Árbitros: Røen, Arntsen |

| 14 de agosto 14:40 | Países Baixos | 34–38     | Rússia  | Arena do Futuro, Rio de Janeiro Árbitros: Lah, Sok |
| 14 de agosto 14:40 | Polman 12     | (16–17)   | Ilina 8 | Arena do Futuro, Rio de Janeiro Árbitros: Lah, Sok |
| 14 de agosto 14:40 | 6× 3×         | Relatório | 4× 2×   | Arena do Futuro, Rio de Janeiro Árbitros: Lah, Sok |

| 14 de agosto 21:50 | Argentina | 22–28     | Coreia do Sul | Arena do Futuro, Rio de Janeiro Árbitros: Bonaventura, Bonaventura |
| 14 de agosto 21:50 | Mendoza 6 | (10–12)   | Gwon 11       | Arena do Futuro, Rio de Janeiro Árbitros: Bonaventura, Bonaventura |
| 14 de agosto 21:50 | 5× 3×     | Relatório | 2× 3×         | Arena do Futuro, Rio de Janeiro Árbitros: Bonaventura, Bonaventura |

## Fase final
Na fase final as equipas apuradas defrontaram-se em formato a eliminar. Quem chegou à disputa pelas medalhas disputou mais três jogos.
|  | Quartas de final | Quartas de final |               |         | Semifinal           | Semifinal           |  |  | Disputa pelo ouro | Disputa pelo ouro |
|  |                  |                  |               |         |                     |                     |  |  |                   |                   |
|  | 16 de agosto     |                  |               |         |                     |                     |  |  |                   |                   |
|  |                  |                  |               |         |                     |                     |  |  |                   |                   |
|  | Brasil           | 23               |               |         |                     |                     |  |  |                   |                   |
|  | Brasil           | 23               | 18 de agosto  |         |                     |                     |  |  |                   |                   |
|  | Países Baixos    | 32               |               |         |                     |                     |  |  |                   |                   |
|  | Países Baixos    | 32               | Países Baixos | 23      |                     |                     |  |  |                   |                   |
|  | 16 de agosto     |                  | Países Baixos | 23      |                     |                     |  |  |                   |                   |
|  |                  | França           | 24            |         |                     |                     |  |  |                   |                   |
|  | Espanha          | França           | 24            | 26      |                     |                     |  |  |                   |                   |
|  | Espanha          |                  | 20 de agosto  | 26      |                     |                     |  |  |                   |                   |
|  | França (P)       | 27               |               |         |                     |                     |  |  |                   |                   |
|  | França (P)       | 27               | França        | 19      |                     |                     |  |  |                   |                   |
|  | 16 de agosto     |                  | França        | 19      |                     |                     |  |  |                   |                   |
|  |                  | Rússia           | 22            |         |                     |                     |  |  |                   |                   |
|  | Suécia           | Rússia           | 22            | 20      |                     |                     |  |  |                   |                   |
|  | Suécia           | 18 de agosto     |               | 20      |                     |                     |  |  |                   |                   |
|  | Noruega          | 33               |               |         |                     |                     |  |  |                   |                   |
|  | Noruega          | 33               | Noruega       | 37      | Disputa pelo bronze | Disputa pelo bronze |  |  |                   |                   |
|  | 16 de agosto     |                  | Noruega       | 37      | Disputa pelo bronze | Disputa pelo bronze |  |  |                   |                   |
|  |                  | Rússia (P)       | 38            |         |                     |                     |  |  |                   |                   |
|  | Rússia           | Rússia (P)       | 38            | 31      | Países Baixos       | 26                  |  |  |                   |                   |
|  | Rússia           |                  |               | 31      | Países Baixos       | 26                  |  |  |                   |                   |
|  | Angola           | 27               |               | Noruega | 36                  |                     |  |  |                   |                   |
|  | Angola           | 27               |               |         | 36                  |                     |  |  |                   |                   |
|  |                  |                  |               |         |                     |                     |  |  | 20 de agosto      |                   |
|  |                  |                  |               |         |                     |                     |  |  |                   |                   |

### Quartas de final
| 16 de agosto 10:00 | Brasil  | 23–32     | Países Baixos | Arena do Futuro, Rio de Janeiro Árbitros: Røen, Arntsen |
| 16 de agosto 10:00 | Silva 7 | (11–12)   | Polman 7      | Arena do Futuro, Rio de Janeiro Árbitros: Røen, Arntsen |
| 16 de agosto 10:00 | 6× 4×   | Relatório | 2× 3×         | Arena do Futuro, Rio de Janeiro Árbitros: Røen, Arntsen |

| 16 de agosto 13:30 | Espanha            | 26–27 (Pro) | França      | Arena do Futuro, Rio de Janeiro Árbitros: Alpaidze, Berezkina |
| 16 de agosto 13:30 | Pena 13            | (12–5)      | Lacrabère 7 | Arena do Futuro, Rio de Janeiro Árbitros: Alpaidze, Berezkina |
| 16 de agosto 13:30 | 8× 4× 1×           | Relatório   | 2×          | Arena do Futuro, Rio de Janeiro Árbitros: Alpaidze, Berezkina |
| 16 de agosto 13:30 | 2T: 23–23 Pro: 3–4 |             |             | Arena do Futuro, Rio de Janeiro Árbitros: Alpaidze, Berezkina |

| 16 de agosto 17:00 | Suécia    | 20–33     | Noruega   | Arena do Futuro, Rio de Janeiro Árbitros: Bonaventura, Bonaventura |
| 16 de agosto 17:00 | Gulldén 9 | (7–19)    | Oftedal 6 | Arena do Futuro, Rio de Janeiro Árbitros: Bonaventura, Bonaventura |
| 16 de agosto 17:00 | 1× 3×     | Relatório | 1× 2×     | Arena do Futuro, Rio de Janeiro Árbitros: Bonaventura, Bonaventura |

| 16 de agosto 20:30 | Rússia       | 31–27     | Angola     | Arena do Futuro, Rio de Janeiro Árbitros: Pinto, Menezes |
| 16 de agosto 20:30 | Kuznetsova 5 | (18–14)   | Bernardo 8 | Arena do Futuro, Rio de Janeiro Árbitros: Pinto, Menezes |
| 16 de agosto 20:30 | 5× 2×        | Relatório | 4× 3×      | Arena do Futuro, Rio de Janeiro Árbitros: Pinto, Menezes |

### Semifinal
| 18 de agosto 15:30 | Países Baixos     | 23–24     | França   | Arena do Futuro, Rio de Janeiro Árbitros: Koo, Lee |
| 18 de agosto 15:30 | van der Heijden 8 | (13–17)   | Pineau 7 | Arena do Futuro, Rio de Janeiro Árbitros: Koo, Lee |
| 18 de agosto 15:30 | 2× 3×             | Relatório | 3× 2×    | Arena do Futuro, Rio de Janeiro Árbitros: Koo, Lee |

| 18 de agosto 20:30 | Noruega            | 37–38 (Pro) | Rússia         | Arena do Futuro, Rio de Janeiro Árbitros: Lah, Sok |
| 18 de agosto 20:30 | Mørk 14            | (16–18)     | Bobrovnikova 8 | Arena do Futuro, Rio de Janeiro Árbitros: Lah, Sok |
| 18 de agosto 20:30 | 7× 3×              | Relatório   | 5× 4×          | Arena do Futuro, Rio de Janeiro Árbitros: Lah, Sok |
| 18 de agosto 20:30 | 2T: 31–31 Pro: 6–7 |             |                | Arena do Futuro, Rio de Janeiro Árbitros: Lah, Sok |

### Disputa pelo bronze
| 20 de agosto 11:30 | Países Baixos | 26–36     | Noruega | Arena do Futuro, Rio de Janeiro Árbitros: Bonaventura, Bonaventura |
| 20 de agosto 11:30 | Groot 6       | (13–19)   | Mørk 7  | Arena do Futuro, Rio de Janeiro Árbitros: Bonaventura, Bonaventura |
| 20 de agosto 11:30 | 3×            | Relatório | 1×      | Arena do Futuro, Rio de Janeiro Árbitros: Bonaventura, Bonaventura |

### Final
| 20 de agosto 15:30 | França            | 19–22     | Rússia       | Arena do Futuro, Rio de Janeiro Árbitros: Røen, Arntsen |
| 20 de agosto 15:30 | Pineau, Dembélé 5 | (7–10)    | Vyakhireva 5 | Arena do Futuro, Rio de Janeiro Árbitros: Røen, Arntsen |
| 20 de agosto 15:30 | 1× 2×             | Relatório | 2× 3×        | Arena do Futuro, Rio de Janeiro Árbitros: Røen, Arntsen |

## Classificação final
| Pos.              | Equipe            | Campanha (V–E–D) |
| ----------------- | ----------------- | ---------------- |
| Medalha de ouro   | RUS Rússia        | 7–1–0            |
| Medalha de prata  | FRA França        | 5–1–2            |
| Medalha de bronze | NOR Noruega       | 6–1–1            |
| 4                 | NED Países Baixos | 2–2–4            |
| 5                 | BRA Brasil        | 4–0–2            |
| 6                 | ESP Espanha       | 3–0–3            |
| 7                 | SWE Suécia        | 2–1–3            |
| 8                 | ANG Angola        | 2–0–4            |
| 9                 | ROU Romênia       | 2–0–3            |
| 10                | KOR Coreia do Sul | 1–1–3            |
| 11                | MNE Montenegro    | 0–0–5            |
| 12                | ARG Argentina     | 0–0–5            |